# Jo Evlyn
Jo Evlyn (Künstlername; * 23. Februar 1964 in Bottrop, Deutschland) ist ein deutscher Komponist und Klangtherapeut.
Evlyn studierte an der Folkwang Musikhochschule, Essen-Werden. Er gehört zu den Vertretern des New Age oder auch meditativen Musik. Neben der kompositorischen Tätigkeit, widmet sich Evlyn seit Jahren verstärkt der Klangtherapie. Im mentalis Verlag sind CDs von ihm erschienen.
| Personendaten    | Personendaten                          |
| ---------------- | -------------------------------------- |
| NAME             | Evlyn, Jo                              |
| KURZBESCHREIBUNG | deutscher Komponist und Klangtherapeut |
| GEBURTSDATUM     | 23. Februar 1964                       |
| GEBURTSORT       | Bottrop                                |